# Syukuro Manabe
Syukuro Manabe (jap. 真鍋 淑郎 Manabe Shukurō;  ur. 21 września 1931 w prefekturze Ehime) – japoński fizyk, klimatolog i meteorolog z Uniwersytetu Princeton, laureat Nagrody Nobla w 2021, którą otrzymał „za fizyczne modelowanie klimatu Ziemi, ilościowe określanie zmienności i wiarygodne przewidywanie globalnego ocieplenia”

## Praca naukowa
Syukuro Manabe wykazał, że zwiększone stężenie dwutlenku węgla w atmosferze prowadzi do wzrostu temperatury na powierzchni Ziemi. W latach 60. XX wieku kierował pracami nad opracowaniem fizycznych modeli klimatu Ziemi i jako pierwszy badał interakcje pomiędzy bilansem promieniowania a pionowym transportem mas powietrza. Jego prace położyły podwaliny pod rozwój współczesnych modeli klimatycznych. 

## Życiorys
Absolwent Uniwersytetu Tokijskiego. Po przyjeździe do USA w 1958 roku został naukowcem w General Circulation Research Section of the U.S. Weather Bureau, obecnie Geophysical Fluid Dynamics Laboratory (GFDL), w National Oceanic and Atmospheric Administration (NOAA). Znany jest z badań nad globalnym ociepleniem spowodowanym wzrostem emisji dwutlenku węgla.

## Nagrody i wyróżnienia
- 1992: Medal Carla-Gustafa Rossby[4]
- 1995: Nagroda Asahi[5]
- 2018: Nagroda Crafoorda[6]
- 2021: Nagroda Nobla w dziedzinie fizyki[2]